# ستيفن أدلر
ستيفن أدلر (بالإنجليزية: Steven Adler )‏ (و. 1965  م) هو موسيقي، وطبال، وكاتب أغاني، وكاتب سير ذاتية، من الولايات المتحدة، ولد في كليفلاند، أوهايو.

## وصلات خارجية
- ستيفن أدلر على موقع IMDb (الإنجليزية)
- ستيفن أدلر على موقع الموسوعة البريطانية (الإنجليزية)
- ستيفن أدلر على موقع ميوزك برينز (الإنجليزية)
- ستيفن أدلر على موقع رولينغ ستون (الإنجليزية)
- ستيفن أدلر على موقع إن إن دي بي (الإنجليزية)
- ستيفن أدلر على موقع أول ميوزيك (الإنجليزية)
- ستيفن أدلر على موقع ديسكوغز (الإنجليزية)
- ستيفن أدلر على موقع قاعدة بيانات الفيلم (الإنجليزية)